# Гленвуд (Џорџија)
Гленвуд (енгл. Glenwood) град је у америчкој савезној држави Џорџија. По попису становништва из 2010. у њему је живело 747 становника.

## Демографија
Према попису становништва из 2010. у граду је живело 747 становника, што је 137 (15,5%) становника мање него 2000. године.
| Група             | 2000.       | 2010.       |
| Белци             | 510 (57,7%) | 407 (54,5%) |
| Афроамериканци    | 338 (38,2%) | 304 (40,7%) |
| Азијати           | 4 (0,5%)    | 6 (0,8%)    |
| Хиспаноамериканци | 23 (2,6%)   | 18 (2,4%)   |
| Укупно            | 884         | 747         |